# Кастра, Август Карлович
Август Карлович Кастра (эст. August Eduard Kastra; 17 октября 1878 — 21 октября 1941) — эстонский журналист, общественный деятель и профсоюзный лидер, первый председатель Центрального Совета профсоюзов Эстонии, член Ревельского (Таллинского) комитета РСДРП в начале XX века.

## Биография
Август Эдуард Кастра родился 17 октября 1878 года в г. Дерпт (Тарту) в многодетной семье ломового извозчика (отец — Карл Кастра — извозчик по найму, мать — Лизо Аэдник — домашняя хозяйка). Два его брата в детстве умерли, остались три старшие сестры.
Доход семьи был настолько мал, что Август был исключен из гимназии за неплатеж за учебу. Не закончив гимназию эстонского просветителя Хуго Теффнера, где стоимость учебы была мизерная, А. Кастра стал работать конторщиком-телеграфистом на ж/д станции Вегово (Йыгева). Работал, готовился к сдаче экзаменов за гимназический курс, но помешала революция 1905 года, в которой А. Кастра принял активное участие как член городского комитета РСДРП, за что был подвергнут аресту в 1907 году. Выйдя в 1908 году из тюрьмы под залог, А. Кастра женился на Альме Мари Сооп и переехал в Ревель (Таллин), где сразу принял участие в работе городской организации РСДРП.
В то же время А. Кастра, занимаясь журналистикой (псевдоним: А. С.), становится по рекомендации Ревельского комитета РСДРП редактором профсоюзного журнала «Труд», что дает ему право посещать собрания всех легально организованных профсоюзов, а также дает возможность бывать на заседаниях подпольного Бюро таллинских профсоюзов.
С конца 1910 года А. Кастра работает в газете «Тallinna Teataja», где ведет разделы «Рабочая жизнь» и «Страхование рабочих». В этом же году он вводится в Ревельский комитет РСДРП, где вскоре становится его влиятельнейшим членом.
Под руководством Ревельского комитета проходят забастовки, стачки и выступления рабочих. А. Кастра непосредственно участвует в написании прокламаций, листовок, статей и брошюр.
Огромную роль Ревельский комитет и лично А. Кастра играют в обсуждении рабочими применения закона о страховании рабочих: организуют собрания, выпускают брошюры о страховании рабочих и о больничных кассах, направляют работу рабочих представителей, организуют забастовки в связи с ущемлением прав рабочих представителей, собирают подписи рабочих и посылают запросы по вопросам страхования в Государственную Думу, в 1912 году организуют выпуск рабочей газеты «Kiir» в Нарве.
В конце 1912 года Яан Анвельт, будущий руководитель КПЭ и будущий ответственный секретарь ЦКК Коминтерна, только что получивший диплом юриста в Санкт-Петербургском Университете, переезжает в Нарву, перехватывает из рук Ревельского комитета газету «Kiir» и объявляет себя ее действительным редактором.С этого момента начинается борьба Я. Анвельта с Ревельским комитетом РСДРП и особенно с А. Кастра, как его лидером: он третирует А. Кастра за его работу в «Тallinna Teataja», объявляет А. Кастра предателем интересов рабочего класса, а также доносчиком охранного отделения Эстляндского Губернского Жандармского Управления.
Несмотря на многолетнее, постоянное и мощное преследование, дошедшее до исключения Я. Анвельтом Августа Кастра из рядов РСДРП в июне 1917 года, рабочие Ревеля не отказывают А. Кастра в доверии, выбирают его в Ревельский Совет рабочих и солдатских депутатов, в возобновленное Бюро таллинских профсоюзов, а затем и Председателем Центрального Совета профсоюзов Эстонии.
Являясь нараду с этим еще и секретарем профсоюза бумажников и химиков, А. Кастра представлял Эстонию на общероссийском съезде бумажников в Петрограде в декабре 1917 года, а в январе 1918 года входил в делегацию профсоюзных лидеров Эстонии на I Съезде профсоюзов России. На съезде бумажников А. Кастра, как представитель Эстонии, был избран членом Президиума ЦК Союза бумажников России.
В апреле 1918 года, после захвата кайзеровскими войсками Эстонии, А. Кастра был арестован, а после выхода из-под ареста нелегально выехал в Советскую Россию, где в августе 1919 года вступил в ряды РКП(б), причём Я. Анвельт не прекратил свою антикастровскую линию, но помешать вступлению в РКП(б) не смог.
Дальнейшая работа А. Кастра проходила в Советской России в высших профсоюзных органах, на руководящих постах советских органов управления, а также на руководящей работе производственных предприятий и организаций.
В октябре 1936 года А. Кастра стал жертвой сталинских репрессий, будучи арестован как член выдуманной ГУГБ НКВД контрреволюционной эстонской террористической организации «Fontanka Mehed», якобы замышлявшей террористические акты против Я. Анвельта, Х. Пеегельмана, других руководителей ЦК КПЭ, а также III Интернационала и Советского Правительства.
Я. Анвельт не упустил такой возможности окончательно разделаться с А. Кастра, направив в ГУГБ НКВД донос на А. Кастра, в очередной раз представив его агентом охранки, что означало неминуемую гибель.
Но к удивлению, очевидно, самого Анвельта, обладавшего к тому времени всеми высшими постами в КП Эстонии, его донос не достиг намеченной цели: Военная Коллегия Верховного Суда СССР отклонила от рассмотрения дело А. Кастра, сочтя обвинения недоказанными, и вернула дело в ГУ Госбезопасности.
1 июня 1937 года Особое Совещание при Наркомвнудел приговорило А. Кастра к 8-ми летнему тюремному заключению.
Во время нахождения в заключении А. Кастра постоянно боролся против вынесенного ему приговора, неоднократно обращаясь с просьбой разобраться в его деле и пересмотреть его. Но все попытки были тщетны.
А. Кастра умер 21 октября 1941 года в Сорокском лагере Шизня на территории Карело-Финской АССР.
Благодаря стараниям его второй жены И. Л. Харитоновой А. Кастра в феврале 1956 г. был реабилитирован, а затем в марте восстановлен посмертно в КПСС.
Несмотря на полную реабилитацию А. Кастра, в Советской Эстонии, где широко и настойчиво насаждался культ Я. Анвельта и был ограничен доступ к архивам, партийные, общественные, научно-исторические круги по-прежнему придерживались анвельтовской линии шельмования А. Кастра.
Лишь с возрождением Эстонской Республики и концом советской эпохи, в Эстонии открылась широкая возможность каждому ознакомиться с архивами и материалами, представившими действия Я. Анвельта в их истинном свете и значении и устанавливающими полную невиновность А. Кастра в инкриминируемых ему Я. Анвельтом обвинениях.